# Sövestad
Sövestad is een plaats in de gemeente Ystad, in de Zweedse provincie Skåne län en het landschap Skåne. De plaats heeft 376 inwoners (2005) en een oppervlakte van 43 hectare.

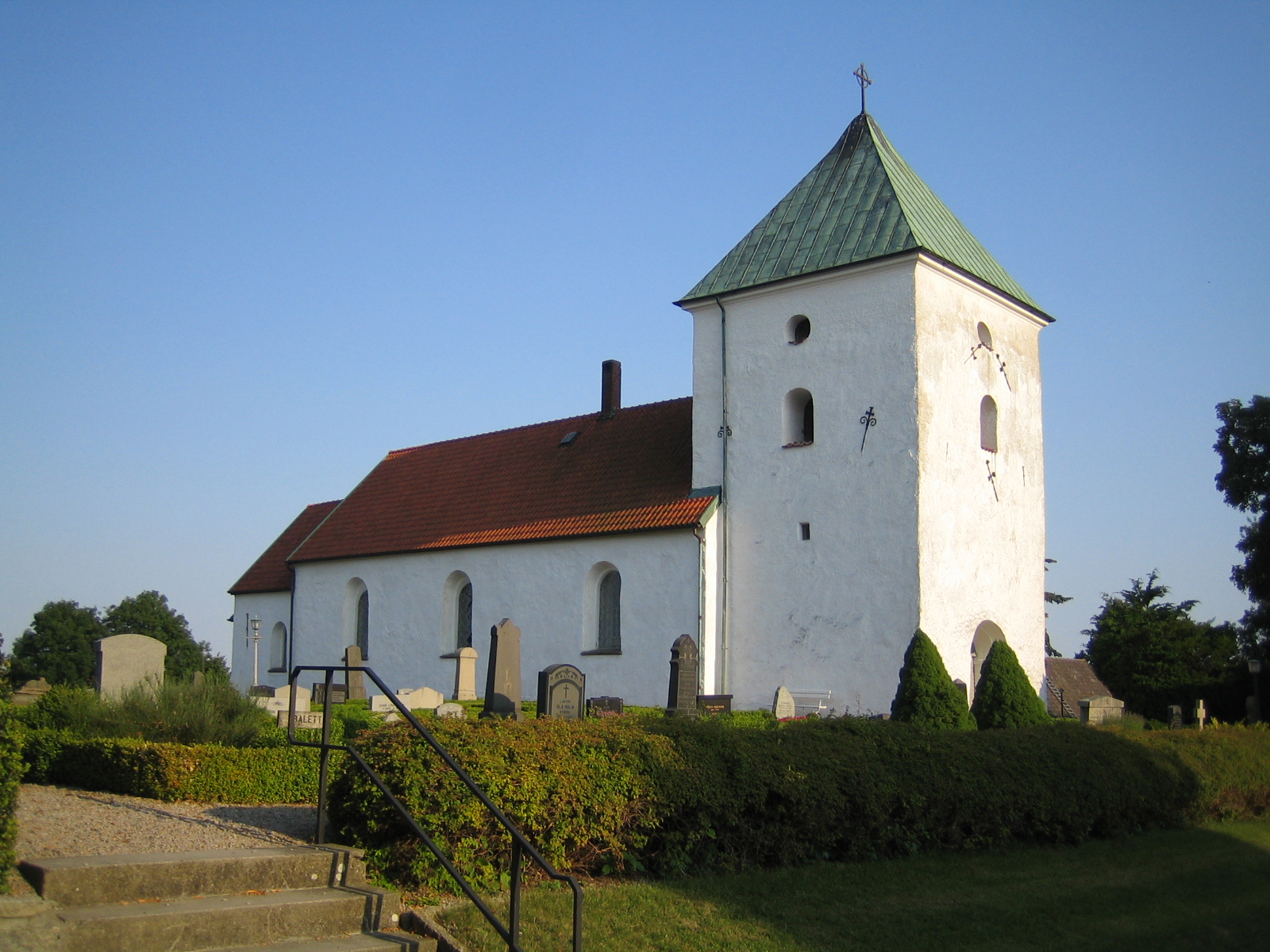
Kerk van Sövestad